# Campeonato Mundial de Ginástica de Trampolim
Os Campeonatos Mundiais de Ginástica de Trampolim são os campeonatos mundiais de ginástica de trampolim, incluindo duplo-mini trampolim e tumbling. Eles foram originalmente realizados anualmente de 1964 a 1968. A frequência foi alterada para bienalmente de 1970 a 1998. A admissão do trampolim nos Jogos Olímpicos exigiu uma mudança para a realização do Campeonato Mundial como qualificação no ano anterior às Olimpíadas de 1999. Desde 2010, os Campeonatos Mundiais voltaram a ser realizados anualmente, exceto nos anos olímpicos. Este ciclo foi quebrado em 2021, quando a pandemia de COVID-19 forçou o adiamento dos Jogos Olímpicos de Verão de 2020 em um ano.

## Campeonatos

### Sênior
| Ano  | Edição | Cidade-sede         | País               | Campeão Masculino (Trampolim Individual) | Campeã Feminina (Trampolim Individual) | Eventos       | Primeiro no Quadro de Medalhas | Segundo no Quadro de Medalhas | Terceiro no Quadro de Medalhas |
| ---- | ------ | ------------------- | ------------------ | ---------------------------------------- | -------------------------------------- | ------------- | ------------------------------ | ----------------------------- | ------------------------------ |
| 1964 | 1      | Londres             | Grã-Bretanha       | Dan Millman                              | Judy Wills                             | 2             | Estados Unidos                 | Grã-Bretanha [a]              | África do Sul                  |
| 1965 | 2      | Londres             | Grã-Bretanha       | Gary Erwin                               | Judy Wills                             | 5             | Estados Unidos                 | Grã-Bretanha [a]              | Alemanha Ocidental             |
| 1966 | 3      | Lafayette           | Estados Unidos     | Wayne Miller                             | Judy Wills                             | 6             | Estados Unidos                 | África do Sul                 | Alemanha Ocidental             |
| 1967 | 4      | Londres             | Grã-Bretanha       | David Jacobs                             | Judy Wills                             | 4             | Estados Unidos                 | Alemanha Ocidental            | Grã-Bretanha                   |
| 1968 | 5      | Amersfoort          | Países Baixos      | David Jacobs                             | Judy Wills                             | 4             | Estados Unidos                 | Alemanha Ocidental            | Grã-Bretanha                   |
| 1970 | 6      | Berna               | Suíça              | Wayne Miller                             | Renee Ransom                           | 4             | Estados Unidos                 | África do Sul                 | Alemanha Ocidental             |
| 1972 | 7      | Stuttgart           | Alemanha Ocidental | Paul Luxon                               | Alexandra Nicholson                    | 4             | Estados Unidos                 | Grã-Bretanha                  | Alemanha Ocidental             |
| 1974 | 8      | Joanesburgo         | África do Sul      | Richard Tison                            | Alexandra Nicholson                    | 4             | Estados Unidos                 | Alemanha Ocidental            | França                         |
| 1976 | 9      | Tulsa               | Estados Unidos     | Evgeni Janes & Richard Tison             | Svetlana Levina                        | 8             | Estados Unidos                 | União Soviética               | França                         |
| 1978 | 10     | Newcastle           | Austrália          | Evgeni Janes                             | Tatiana Anismova                       | 8             | Estados Unidos                 | União Soviética               | Alemanha Ocidental             |
| 1980 | 11     | Briga               | Suíça              | Stewart Matthews                         | Ruth Keller                            | 8             | Estados Unidos                 | Grã-Bretanha                  | Alemanha Ocidental             |
| 1982 | 12     | Bozeman             | Estados Unidos     | Carl Furrer                              | Ruth Keller                            | 14            | Estados Unidos                 | Austrália                     | Alemanha Ocidental             |
| 1984 | 13     | Osaka               | Japão              | Lionel Pioline                           | Susan Shotton                          | 14            | Estados Unidos                 | Austrália                     | Grã-Bretanha                   |
| 1986 | 14     | Paris               | França             | Lionel Pioline                           | Tatyana Lushina                        | 14            | União Soviética                | Estados Unidos                | Alemanha Ocidental             |
| 1988 | 15     | Birmingham, Alabama | Estados Unidos     | Vadim Krasnoshapka                       | Rusudan Khoperia                       | 14            | União Soviética                | Estados Unidos                | Austrália                      |
| 1990 | 16     | Essen               | Alemanha Ocidental | Alexander Moskalenko                     | Yelena Merkulova                       | 14            | União Soviética                | França                        | Austrália                      |
| 1992 | 17     | Auckland            | Nova Zelândia      | Alexander Moskalenko                     | Yelena Merkulova                       | 14            | Russia                         | Estados Unidos                | França                         |
| 1994 | 18     | Porto               | Portugal           | Alexander Moskalenko                     | Irina Karavayeva                       | 14            | Rússia                         | Estados Unidos                | França                         |
| 1996 | 19     | Vancouver           | Canadá             | Dmitri Poliaroush                        | Tatyana Kovaleva                       | 14            | Estados Unidos                 | França                        | Rússia                         |
| 1998 | 20     | Sydney              | Austrália          | German Khnychyov                         | Irina Karavayeva                       | 14            | Rússia                         | Nova Zelândia                 | França                         |
| 1999 | 21     | Sun City            | África do Sul      | Alexander Moskalenko                     | Irina Karavayeva                       | 14            | Rússia                         | Canadá                        | Ucrânia                        |
| 2001 | 22     | Odense              | Dinamarca          | Alexander Moskalenko                     | Anna Dogonadze                         | 14            | Rússia                         | Ucrânia                       | Portugal                       |
| 2003 | 23     | Hannover            | Alemanha           | Henrik Stehlik                           | Karen Cockburn                         | 14            | Rússia                         | Canadá                        | Grã-Bretanha                   |
| 2005 | 24     | Eindhoven           | Países Baixos      | Alexander Rusakov                        | Irina Karavayeva                       | 14            | Rússia                         | China                         | Portugal                       |
| 2007 | 25     | Quebec              | Canadá             | Ye Shuai                                 | Irina Karavayeva                       | 14            | Rússia                         | China                         | Canadá                         |
| 2009 | 26     | Saint Petersburg    | Rússia             | Dong Dong                                | Huang Shanshan                         | 14            | China                          | Rússia                        | Portugal                       |
| 2010 | 27     | Metz                | França             | Dong Dong                                | Li Dan                                 | 8             | China                          | Rússia                        | Canadá                         |
| 2011 | 28     | Birmingham          | Grã-Bretanha       | Lu Chunlong                              | He Wenna                               | 14            | China                          | Canadá                        | Rússia                         |
| 2013 | 29     | Sófia               | Bulgária           | Dong Dong                                | Rosie MacLennan                        | 14            | China                          | Grã-Bretanha                  | Estados Unidos                 |
| 2014 | 30     | Daytona Beach       | Estados Unidos     | Tu Xiao                                  | Liu Lingling                           | 8             | China                          | Rússia                        | Estados Unidos                 |
| 2015 | 31     | Odense              | Dinamarca          | Gao Lei                                  | Li Dan                                 | 14            | China                          | Rússia                        | Estados Unidos                 |
| 2017 | 32     | Sófia               | Bulgária           | Gao Lei                                  | Tatsiana Piatrenia                     | 14            | China                          | Rússia                        | Bielorrússia                   |
| 2018 | 33     | São Petersburgo     | Rússia             | Gao Lei                                  | Rosie MacLennan                        | 9             | China                          | Rússia                        | Canadá                         |
| 2019 | 34     | Tóquio              | Japão              | Gao Lei                                  | Hikaru Mori                            | 15            | Rússia                         | Japão                         | Grã-Bretanha                   |
| 2021 | 35     | Baku                | Azerbaijão         | Yan Langyu                               | Bryony Page                            | 15            | RGF [c]                        | China                         | Grã-Bretanha                   |
| 2022 | 36     | Sófia               | Bulgária           | Dylan Schmidt                            | Hikaru Mori                            | 15            | Grã-Bretanha                   | Austrália                     | Japão                          |
| 2023 | 37     | Birmingham          | Grã-Bretanha       | Yan Langyu                               | Bryony Page                            | 15            | Estados Unidos                 | Grã-Bretanha                  | China                          |
| 2025 | 38     | Pamplona            | Espanha            | Evento futuro                            | Evento futuro                          | Evento futuro | Evento futuro                  | Evento futuro                 | Evento futuro                  |
| 2026 | 39     |                     |                    | Evento futuro                            | Evento futuro                          | Evento futuro | Evento futuro                  | Evento futuro                 | Evento futuro                  |
| 2027 | 40     | Sófia               | Bulgária           | Evento futuro                            | Evento futuro                          | Evento futuro | Evento futuro                  | Evento futuro                 | Evento futuro                  |

## Quadro de medalhas geral
Atualizado após o Campeonato Mundial de Ginástica de Trampolim de 2023.

### Eventos masculinos
| Pos.  | Nação                            | Ouro | Prata | Bronze | Total |
| ----- | -------------------------------- | ---- | ----- | ------ | ----- |
| 1     | Rússia                           | 41   | 20    | 24     | 85    |
| 2     | Estados Unidos                   | 35   | 36    | 29     | 100   |
| 3     | China                            | 29   | 21    | 4      | 54    |
| 4     | União Soviética                  | 13   | 7     | 5      | 25    |
| 5     | França                           | 12   | 17    | 20     | 49    |
| 6     | Austrália                        | 11   | 8     | 12     | 31    |
| 7     | Grã-Bretanha [a]                 | 10   | 13    | 14     | 37    |
| 8     | Bielorrússia                     | 9    | 14    | 11     | 34    |
| 9     | Portugal                         | 9    | 9     | 8      | 26    |
| 10    | Alemanha                         | 6    | 8     | 6      | 20    |
| 11    | Canadá                           | 6    | 7     | 10     | 23    |
| 12    | Japão                            | 5    | 6     | 11     | 22    |
| 13    | Federação Russa de Ginástica [c] | 4    | 0     | 1      | 5     |
| 14    | Alemanha Ocidental               | 3    | 7     | 12     | 22    |
| 15    | Brasil                           | 2    | 1     | 2      | 5     |
| 16    | Azerbaijão                       | 2    | 1     | 0      | 3     |
| 17    | Nova Zelândia                    | 2    | 0     | 0      | 2     |
| 18    | Polónia                          | 1    | 5     | 10     | 16    |
| 19    | África do Sul                    | 1    | 5     | 5      | 11    |
| 20    | Espanha                          | 1    | 4     | 3      | 8     |
| 21    | Ucrânia                          | 1    | 1     | 6      | 8     |
| 22    | Bulgária                         | 1    | 1     | 1      | 3     |
| 23    | Dinamarca                        | 0    | 3     | 5      | 8     |
| 24    | Suíça                            | 0    | 3     | 3      | 6     |
| 25    | Escócia [b]                      | 0    | 1     | 0      | 1     |
| 25    | Suécia                           | 0    | 1     | 0      | 1     |
| 27    | Argentina                        | 0    | 0     | 1      | 1     |
| 27    | Países Baixos                    | 0    | 0     | 1      | 1     |
| Total | Total                            | 204  | 199   | 204    | 607   |

### Eventos femininos
| Pos.  | Nação                            | Ouro | Prata | Bronze | Total |
| ----- | -------------------------------- | ---- | ----- | ------ | ----- |
| 1     | Estados Unidos                   | 39   | 35    | 28     | 102   |
| 2     | Rússia                           | 34   | 22    | 19     | 75    |
| 3     | China                            | 27   | 13    | 5      | 45    |
| 4     | Grã-Bretanha [a]                 | 17   | 28    | 25     | 70    |
| 5     | União Soviética                  | 12   | 6     | 4      | 22    |
| 6     | Canadá                           | 11   | 20    | 24     | 55    |
| 7     | França                           | 10   | 12    | 12     | 34    |
| 8     | Alemanha Ocidental               | 8    | 10    | 10     | 28    |
| 9     | Nova Zelândia                    | 7    | 5     | 1      | 13    |
| 10    | Japão                            | 7    | 4     | 1      | 12    |
| 11    | Ucrânia                          | 6    | 11    | 6      | 23    |
| 12    | Austrália                        | 5    | 9     | 9      | 23    |
| 13    | Alemanha                         | 4    | 7     | 8      | 19    |
| 14    | Portugal                         | 3    | 3     | 5      | 11    |
| 15    | Suécia                           | 3    | 0     | 2      | 5     |
| 16    | Bielorrússia                     | 2    | 7     | 9      | 18    |
| 17    | África do Sul                    | 2    | 3     | 12     | 17    |
| 18    | Suíça                            | 2    | 1     | 2      | 5     |
| 19    | Países Baixos                    | 1    | 2     | 2      | 5     |
| 20    | Espanha                          | 1    | 1     | 1      | 3     |
| 21    | Bélgica                          | 0    | 3     | 4      | 7     |
| 22    | Federação Russa de Ginástica [c] | 0    | 1     | 2      | 3     |
| 23    | Bulgária                         | 0    | 1     | 1      | 2     |
| 24    | Argentina                        | 0    | 1     | 0      | 1     |
| 25    | México                           | 0    | 0     | 2      | 2     |
| 25    | Polónia                          | 0    | 0     | 2      | 2     |
| 27    | Geórgia                          | 0    | 0     | 1      | 1     |
| 27    | Eslovênia                        | 0    | 0     | 1      | 1     |
| 27    | Uzbequistão                      | 0    | 0     | 1      | 1     |
| Total | Total                            | 201  | 205   | 199    | 605   |

### Eventos mistos
| Pos.  | Nação                             | Ouro | Prata | Bronze | Total |
| ----- | --------------------------------- | ---- | ----- | ------ | ----- |
| 1     | Estados Unidos                    | 2    | 3     | 0      | 5     |
| 2     | Grã-Bretanha [a]                  | 1    | 0     | 3      | 4     |
| 3     | China                             | 1    | 0     | 1      | 2     |
| 4     | Rússia                            | 1    | 0     | 0      | 1     |
| 4     | Russian Gymnastics Federation [c] | 1    | 0     | 0      | 1     |
| 6     | Portugal                          | 0    | 2     | 1      | 3     |
| 7     | Alemanha Ocidental                | 0    | 1     | 0      | 1     |
| 8     | Canadá                            | 0    | 0     | 1      | 1     |
| Total | Total                             | 6    | 6     | 6      | 18    |

### Geral
| Pos.                | País                             | Ouro | Prata | Bronze | Total |
| ------------------- | -------------------------------- | ---- | ----- | ------ | ----- |
| 1                   | Estados Unidos                   | 76   | 74    | 57     | 207   |
| 2                   | Rússia                           | 76   | 42    | 43     | 161   |
| 3                   | China                            | 57   | 34    | 10     | 101   |
| 4                   | Grã-Bretanha [a]                 | 28   | 41    | 42     | 111   |
| 5                   | União Soviética                  | 25   | 13    | 9      | 47    |
| 6                   | França                           | 22   | 29    | 32     | 83    |
| 7                   | Canadá                           | 17   | 27    | 35     | 79    |
| 8                   | Austrália                        | 16   | 17    | 21     | 54    |
| 9                   | Portugal                         | 12   | 14    | 14     | 40    |
| 10                  | Japão                            | 12   | 10    | 12     | 34    |
| 11                  | Bielorrússia                     | 11   | 21    | 20     | 52    |
| 12                  | Alemanha Ocidental               | 11   | 18    | 22     | 51    |
| 13                  | Alemanha                         | 10   | 15    | 14     | 39    |
| 14                  | Nova Zelândia                    | 9    | 5     | 1      | 15    |
| 15                  | Ucrânia                          | 7    | 12    | 12     | 31    |
| 16                  | Federação Russa de Ginástica [c] | 5    | 1     | 3      | 9     |
| 17                  | África do Sul                    | 3    | 8     | 17     | 28    |
| 18                  | Suécia                           | 3    | 1     | 2      | 6     |
| 19                  | Espanha                          | 2    | 5     | 4      | 11    |
| 20                  | Suíça                            | 2    | 4     | 5      | 11    |
| 21                  | Brasil                           | 2    | 1     | 2      | 5     |
| 22                  | Azerbaijão                       | 2    | 1     | 0      | 3     |
| 23                  | Polónia                          | 1    | 5     | 12     | 18    |
| 24                  | Países Baixos                    | 1    | 2     | 3      | 6     |
| 25                  | Bulgária                         | 1    | 2     | 2      | 5     |
| 26                  | Dinamarca                        | 0    | 3     | 5      | 8     |
| 27                  | Bélgica                          | 0    | 3     | 4      | 7     |
| 28                  | Argentina                        | 0    | 1     | 1      | 2     |
| 29                  | Escócia [b]                      | 0    | 1     | 0      | 1     |
| 30                  | México                           | 0    | 0     | 2      | 2     |
| 31                  | Eslováquia                       | 0    | 0     | 1      | 1     |
| 31                  | Geórgia                          | 0    | 0     | 1      | 1     |
| 31                  | Uzbequistão                      | 0    | 0     | 1      | 1     |
| Total (33 entradas) | Total (33 entradas)              | 411  | 410   | 409    | 1230  |

Notas
- ↑[a]  O relatório oficial do Campeonato Mundial de Trampolim de 1965 lista o medalhista de bronze no tumbling masculino Peter Davies como um atleta representando País de Gales (WAL).[3] Da mesma forma, relatórios oficiais creditam 2 medalhas de prata e 3 de bronze conquistadas nas edições de 1964 e 1965 como medalhas para a Inglaterra, em vez da Grã-Bretanha.[4][5] No entanto, os registros oficiais da Federação Internacional de Ginástica (FIG) afirmam que Davies representou a Grã-Bretanha (GBR).[6] Além disso, esses registros indicam que as medalhas uma vez creditadas à Inglaterra são oficialmente consideradas concedidas à Grã-Bretanha.[6] Seguindo os registros oficiais da FIG, as medalhas são creditadas à Grã-Bretanha em vez do País de Gales ou da Inglaterra.
- ↑[b]  Documentos oficiais da FIG creditam a medalha de prata conquistada por Geoff Fog e Alistair McCann no evento sincronizado masculino na edição de 1982 como uma medalha para a Escócia, em vez da Grã-Bretanha.[7][8]
- ↑[c]  No Campeonato Mundial de Ginástica de Trampolim de 2021 em Baku, Azerbaijão, de acordo com a proibição da Agência Mundial Antidoping (WADA) e uma decisão do Tribunal Arbitral do Esporte (CAS), os atletas da Rússia não foram autorizados a usar o nome, bandeira ou hino russo. Em vez disso, eles participaram sob o nome e a bandeira da RGF (Federação Russa de Ginástica).

## Múltiplos medalhistas de ouro
Negrito denota ginastas de trampolim ativos e maior contagem de medalhas entre todos os ginastas de trampolim (incluindo aqueles que não estão incluídos nestas tabelas) por tipo.

### Masculino

#### Todos os eventos
| Pos. | Ginasta de trampolim | País                                  | De   | Até  | Ouro | Praza | Bronze | Total |
| ---- | -------------------- | ------------------------------------- | ---- | ---- | ---- | ----- | ------ | ----- |
| 1    | Alexander Moskalenko | União Soviética · Rússia              | 1990 | 2003 | 14   | 4     | –      | 18    |
| 2    | Dong Dong            | China                                 | 2007 | 2019 | 12   | 7     | 2      | 21    |
| 3    | Mikhail Zalomin      | Rússia · Federação Russa de Ginástica | 2013 | 2021 | 11   | 1     | –      | 12    |
| 4    | Tu Xiao              | China                                 | 2007 | 2019 | 10   | 4     | –      | 14    |
| 5    | German Knytchev      | Rússia                                | 1992 | 2005 | 7    | 2     | 3      | 12    |
| 6    | Gao Lei              | China                                 | 2013 | 2019 | 7    | 2     | 1      | 10    |
| 7    | Dmitri Poliaroush    | União Soviética · Bielorrússia        | 1986 | 2003 | 6    | 6     | 1      | 13    |
| 8    | Adrian Wareham       | Austrália                             | 1982 | 1998 | 6    | 4     | 3      | 13    |
| 9    | Brett Austine        | Austrália                             | 1978 | 1988 | 6    | 3     | 2      | 11    |
| 10   | Vadim Krasnoshapka   | União Soviética                       | 1984 | 1988 | 6    | 1     | –      | 7     |

#### Eventos individuais
| Pos. | Ginasta de trampolim | País                     | De   | Até  | Ouro | Prata | Bronze | Total |
| ---- | -------------------- | ------------------------ | ---- | ---- | ---- | ----- | ------ | ----- |
| 1    | Alexander Moskalenko | União Soviética · Rússia | 1990 | 2003 | 5    | 1     | –      | 6     |
| 1    | Mikhail Zalomin      | Rússia                   | 2013 | 2019 | 5    | 1     | –      | 6     |
| 3    | Gao Lei              | China                    | 2015 | 2019 | 4    | –     | –      | 4     |
| 4    | Dong Dong            | China                    | 2007 | 2019 | 3    | 4     | 2      | 9     |
| 5    | Yang Song            | China                    | 2009 | 2015 | 3    | 2     | –      | 5     |
| 6    | Brett Austine        | Austrália                | 1978 | 1988 | 3    | 1     | 2      | 6     |
| 7    | Ruben Padilla        | Estados Unidos           | 2018 | 2023 | 2    | 2     | 1      | 5     |
| 8    | Steve Elliott        | Estados Unidos           | 1980 | 1984 | 2    | 1     | 1      | 4     |
| 8    | Adrian Wareham       | Austrália                | 1988 | 1994 | 2    | 1     | 1      | 4     |
| 10   | David Jacobs         | Estados Unidos           | 1966 | 1968 | 2    | 1     | –      | 3     |

### Feminino

#### Todos os eventos
| Pos. | Ginasta de trampolim | País                     | De   | Até  | Ouro | Prata | Bronze | Total |
| ---- | -------------------- | ------------------------ | ---- | ---- | ---- | ----- | ------ | ----- |
| 1    | Irina Karavayeva     | Rússia                   | 1994 | 2010 | 12   | 5     | 2      | 19    |
| 2    | Jia Fangfang         | China                    | 2011 | 2018 | 10   | –     | –      | 10    |
| 3    | Zhong Xingping       | China                    | 2005 | 2017 | 9    | 2     | –      | 11    |
| 4    | Judy Wills           | Estados Unidos           | 1964 | 1968 | 9    | –     | –      | 9     |
| 5    | Anna Korobeynikova   | Rússia                   | 1998 | 2017 | 8    | 5     | 3      | 16    |
| 6    | Chrystel Robert      | França                   | 1988 | 1999 | 8    | 4     | 1      | 13    |
| 7    | Li Dan               | China                    | 2009 | 2015 | 7    | 1     | 2      | 10    |
| 7    | Tatyana Lushina      | União Soviética · Rússia | 1986 | 1994 | 7    | 1     | 2      | 10    |
| 9    | Kylie Walker         | Nova Zelândia            | 1988 | 1998 | 6    | 4     | –      | 10    |
| 10   | Hikaru Mori          | Japão                    | 2017 | 2022 | 6    | 2     | 1      | 9     |

#### Eventos individuais
| Pos. | Ginasta de trampolim | País           | De   | Até  | Ouro | Prata | Bronze | Total |
| ---- | -------------------- | -------------- | ---- | ---- | ---- | ----- | ------ | ----- |
| 1    | Judy Wills           | Estados Unidos | 1964 | 1968 | 7    | –     | –      | 7     |
| 2    | Irina Karavayeva     | Rússia         | 1994 | 2007 | 5    | 2     | –      | 7     |
| 3    | Jia Fangfang         | China          | 2011 | 2018 | 5    | –     | –      | 5     |
| 4    | Anna Korobeynikova   | Rússia         | 2003 | 2017 | 4    | 2     | 2      | 8     |
| 5    | Chrystel Robert      | França         | 1990 | 1999 | 4    | 1     | 1      | 6     |
| 6    | Kylie Walker         | Nova Zelândia  | 1990 | 1998 | 3    | 1     | –      | 4     |
| 7    | Lina Sjöberg         | Suécia         | 2015 | 2021 | 3    | –     | 2      | 5     |
| 8    | Jill Hollembeak      | Estados Unidos | 1982 | 1986 | 3    | –     | –      | 3     |
| 9    | Rosie MacLennan      | Canadá         | 2007 | 2019 | 2    | 2     | 3      | 7     |
| 10   | Olena Chabanenko     | Ucrânia        | 2001 | 2007 | 2    | 2     | –      | 4     |